# Aborto ritenuto
L'aborto ritenuto o aborto interno è caratterizzato dalla morte intrauterina dell'embrione senza successiva espulsione del materiale ovulare.

## Descrizione
La sintomatologia che indirizza il sospetto verso l'aborto ritenuto è caratterizzata dalla regressione dei fenomeni simpatici che accompagnano la gravidanza, dalla mancanza di movimenti del feto, dalla mancanza di battito fetale e, se avviene nel secondo trimestre, dalla montata lattea. Sono generalmente assenti, invece, contrazioni e metrorragia.

La diagnosi è ecografica: l'ecografia mostra infatti l'assenza di movimenti e di battito fetale, con possibili echi disorganizzati o sacco fetale anembrionario (il cosiddetto "uovo cieco"). L'HCG può rimanere alto, per la possibile permanenza di parte di trofoblasto attivo.

La terapia dell'aborto interno che si verifichi prima di 12 settimane di gestazione è l'aspirazione o svuotamento della cavità uterina, mentre, se la gravidanza è in fase più avanzata, è possibile l'inserimento di ovuli vaginali a base di prostaglandine che portano all'espulsione del materiale embrionale.